# مهرداد عبدي
مهرداد عبدي (بالفارسية: مهرداد عبدی) هو لاعب كرة قدم إيراني، ولد في 13 أغسطس 1992 في نوشهر في إيران. لعب مع نادي نساجي مازندران.